# Мадагаскарские мангры

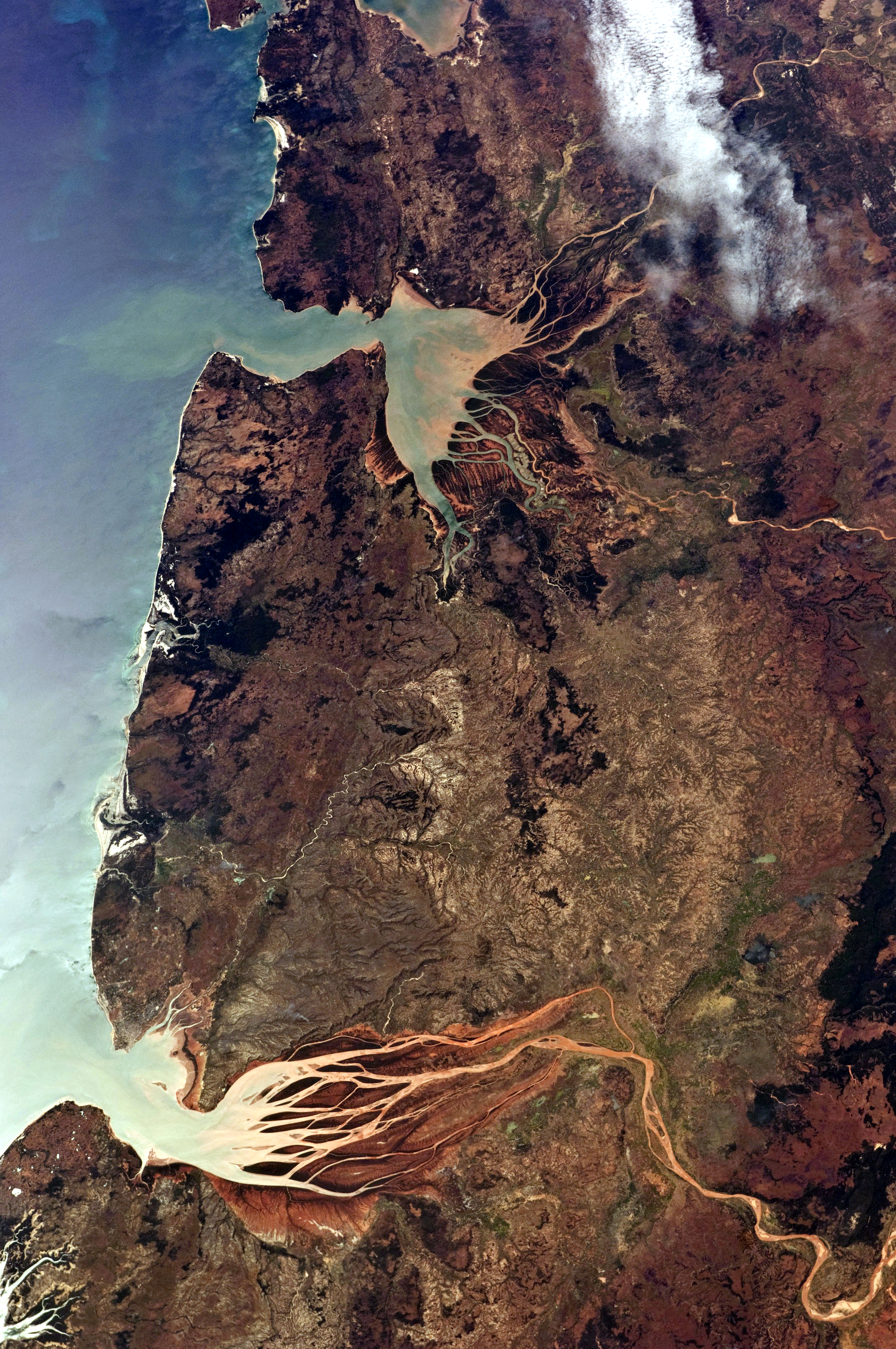
Плоские равнины вблизи эстуариев рек — место образования мангровых сообществ.
на космоснимке видны залив Бумбетука с впадающей в него рекой Бецибука (слева) и залив Махаджамба с впадающими в него реками Махаджамба и София

Мадагаскарские мангры — прибрежный экорегион, расположенный главным образом на западе Мадагаскара. Представлен мангровыми лесами и болотами на реках и в эстуариях.

## Распространение и описание
Мангровые болота расположены на плоских прибрежных равнинах, где океанские приливы привносят солёную воду верх по течению рек. Реки же выносят большое количество богатого речного ила на побережье. Для возникновения и роста мангровых зарослей необходим также холмистый рельеф или наличие прибрежного кораллового рифа, преграждающего путь штормам и муссонам. На Мадагаскаре такие условия существуют, в основном, на наиболее защищённых западных побережьях. Наибольшие площади мангров расположены в эстуариях рек Бецибука (залив Бумбетука около города Махадзанга), Махаджамба, Северной и Южной Махавави, и около города Мэйнтирано. Мангры не только являются местообитанием многочисленных видов птиц и рыб, но играют важную экологическую роль в сохранении речных эстуариев, предотвращают вынос речного ила в океан, что может стать причиной гибели прибрежных коралловых рифов.
Климат экорегиона тёплый вдоль всего побережья, но на севере он становится более влажным.

## Флора
Среди деревьев, образующих мадагаскарские мангры, ведущая роль принадлежит различным видам семейства ризофоровые (Rhizopora mucronata, Bruguiera gymnorrhiza, Ceriops tagal), авицении морской, Sonneratia alba и Lumnitzera racemosa. На мангровых деревьях поселяются мхи и папоротники, среди которых есть и эндемичные виды.

## Фауна
Мангровые заросли не только Мадагаскара, но и всего мира, значимы для многих видов животных. Здесь нерестятся многие рыбы, кормятся мигрирующие птицы. Воды мангров богаты разнообразными организмами: рыбами, моллюсками, крабами, которые служат пищей для птиц, крокодилов, черепах (зелёная  черепаха, бисса) и дюгоней.
Здесь обитают белая колпица, большая белая цапля, серая цапля, мадагаскарская цапля (Ardea humbloti), оливковая щурка и энемичные для Мадагаскара представитель пастушковых Amaurornis olivieri и мадагаскарский чирок.
Из рыб здесь обычны представители семейств кефалевые, каменные окуни, ставридовые, летучие рыбы, различные виды плекторинхусов (Plectorhinchus), Elops machnata.

## Охрана
Мангры на Мадагаскаре испытывают различные антропогенные влияния, такие как вырубка леса на дрова, рост городов и промышленное развитие, расширение посадок риса, разведение креветок, сброс загрязнённых стоков. Рыбные запасы страдают от перепромысла. Вблизи мангровых сообществ находятся города Махадзанга, Тулиара, Мэйнтирано и Морандаво.
Охраняемых территорий в этом экорегионе нет.